# 向井寛史
向井 寛史（むかい ひろふみ、男性、1985年12月4日 - ）は、日本の元プロボクサー。大阪府枚方市出身。六島ボクシングジム所属。

## 来歴
ボクシングを始めたのは南京都高等学校在学中で、ボクシング部では3年次に副将を務め、主将は後のロンドンオリンピック金メダリストの村田諒太だった。
その後、日本大学に進み全日本選手権3位、国体準優勝（決勝で大学の1年後輩上林巨人に敗戦）などの実績を残す。
大学卒業後、六島ジムに入門。高校・大学の先輩でもある藤原俊志トレーナーの指導を受ける。
2009年8月1日、住吉区民センターでプロデビュー戦を行い上村徹（ワイルドビート）を相手に6回判定勝利でデビュー戦を白星スタートで飾った。
2009年9月30日、大阪府立体育会館で大前健太（クラトキ）に6回判定勝ちでプロ2勝目。   
2010年5月8日、大阪府立体育会館でOPBF東洋太平洋フライ級１位の全鎮萬（ 韓国）を相手に2回に右フックでダウンを奪い8回判定勝利で3勝目。
2010年10月11日、住吉区民センターでアニス・セウフィン（ インドネシア）を相手にKOは逃すものの2回3回と計3度のダウンを奪い8回判定勝利で4勝目。
2011年2月5日、ジムの先輩である名城信男の世界タイトル戦の前座で、後のWBC世界フライ級王者ソニー・ボーイ・ハロ（ フィリピン）とノンタイトル戦を戦い、3-0で判定勝ちを収めデビューから無傷の5連勝を達成した。その後のランキング更新で初めて世界ランキング入りを果たし、WBCでは世界フライ級10位までランクアップした。
2011年8月20日、プロ6戦目でOPBF東洋太平洋フライ級王者ロッキー・フエンテス（フィリピン）と対戦したが0-3の判定負けでプロ初黒星を喫した。フエンテス戦に敗れてWBC世界フライ級15位まで下降したものの、プロ7戦目でWBC世界フライ級王王者ポンサクレック・ウォンジョンカム（タイ）に挑戦することが同年12月9日に発表、試合日は発表日から2週間後の23日に決まった。デビュー7戦での世界王座挑戦は井岡一翔に並ぶ当時の国内最速タイ記録である。
2011年12月23日、タイ・バンコクの国王警護隊第11駐屯地内特設会場にてポンサクレックの持つWBC世界フライ級タイトルに挑戦したが、1回47秒に偶然のバッティングで流血し、負傷引き分けで王座獲得に失敗した。
2012年4月15日、住吉区民センターでクーンキリ・ウォーウィサルット（ タイ）を相手に5回TKO勝利で再起戦を白星で飾ると同時に自身初のKO勝利。
2012年9月1日、住吉区民センターでセンムアンルーイ・ゴーキャットジム（ タイ）と戦い3-0の判定勝利。
2013年4月7日、大阪・住吉区民センターでWBO世界スーパーフライ級2位のマーク・アンソニー・ヘラルド（フィリピン）と対戦し、2回に2度のダウンを奪われそのまま10カウントを数えられ、自身初となるKO負けでキャリア2敗目となった。
2013年8月23日、タイ・バンコクのサイアム・パーク・シティで、OPBF東洋太平洋スーパーフライ級4位で韓国王者の李範永（韓国）と53kg契約6回戦を行い、3-0の判定勝ちを収めた。
2013年11月15日、タイ・ナコーンラーチャシーマー県のプロヴィンシャル・スタジアムにてWBC世界スーパーフライ級王者シーサケット・ソー・ルンヴィサイ（タイ）に挑戦、またこの試合はジャッジ3人中2人が女性ジャッジという稀なケースで行われ、試合は2回に早くも挑戦者がダウンを喫し、4回終了時点の採点公開ではジャッジ3者ともに40-35で王者を支持、中盤以降も防戦一方の展開が続き、9回に連打を浴びたところでセコンドがタオルを投げ入れそのまま試合が終了した9回1分44秒TKO負けを喫し王座獲得に失敗した。
2016年11月23日、住吉スポーツセンターでインタノン・シッチャムアン（タイ）とWBOアジア太平洋スーパーフライ級王座決定戦を行い、2回1分27秒TKO勝ちを収め王座獲得に成功した。
2017年3月11日、香港コンベンション・アンド・エキシビション・センターで自身の持つWBOアジア太平洋スーパーフライ級王座とレックス・ツォ（香港）の持つWBOインターナショナルスーパーフライ級王座並びにABCOスーパーフライ級王座を懸け対戦し、8回37秒KO負けを喫しWBOアジア太平洋王座の初防衛に失敗、WBOインターナショナル王座並びにABCO王座の獲得にも失敗した。
2017年8月1日、入籍した。翌年5月20日に行われた披露宴には、村田も出席した。
2017年12月3日、大阪府立体育会館第2競技場でインタノン・シッチャムアン（タイ）とWBOアジア太平洋スーパーフライ級王座決定戦を行い、初回1分33秒TKO勝ちを収めWBOアジア太平洋王座への返り咲きに成功した。（後に返上）
2018年8月17日、後楽園ホールにて元三階級制覇王者の八重樫東（大橋）と対戦したが、7R2分55秒TKO負けを喫した。
2021年7月31日、自身のブログで現役引退を発表した。

## 獲得タイトル
- WBOアジア太平洋スーパーフライ級王座

## 戦績
- アマチュアボクシング：77戦51勝26敗
- プロボクシング：25戦16勝（6KO）6敗3分

| 戦           | 日付           | 勝敗 | 時間    | 内容      | 対戦相手                                 | 国籍                    | 備考                                                                   |
| ------------ | -------------- | ---- | ------- | --------- | ---------------------------------------- | ----------------------- | ---------------------------------------------------------------------- |
| 1            | 2009年8月1日   | ☆    | 6R      | 判定(2-0) | 上村徹                                   | 日本 （ワイルドビート） | プロデビュー戦                                                         |
| 2            | 2009年9月30日  | ☆    | 6R      | 判定(3-0) | 大前健太                                 | 日本 （クラトキ）       |                                                                        |
| 3            | 2010年5月8日   | ☆    | 8R      | 判定(3-0) | 全鎮萬                                   | 韓国                    |                                                                        |
| 4            | 2010年10月11日 | ☆    | 8R      | 判定(3-0) | アニス・センフィン                       | インドネシア            |                                                                        |
| 5            | 2011年2月5日   | ☆    | 10R     | 判定(3-0) | ソニー・ボーイ・ハロ                     | フィリピン              |                                                                        |
| 6            | 2011年8月20日  | ★    | 12R     | 判定(0-3) | ロッキー・フエンテス                     | フィリピン              | OPBF東洋太平洋フライ級タイトルマッチ                                   |
| 7            | 2011年12月23日 | △    | 1R 0:47 | 負傷      | ポンサクレック・ウォンジョンカム         | タイ                    | WBC世界フライ級タイトルマッチ                                          |
| 8            | 2012年4月15日  | ☆    | 5R 1:14 | TKO       | クーンキリ・ウォーウィサルット           | タイ                    |                                                                        |
| 9            | 2012年6月10日  | ☆    | 6R      | 判定(3-0) | ワッチャラポン・ギャットプラパット       | タイ                    |                                                                        |
| 10           | 2012年9月1日   | ☆    | 8R      | 判定(3-0) | センムアンルーイ・ゴーキャットジム       | タイ                    |                                                                        |
| 11           | 2013年4月7日   | ★    | 2R 3:04 | KO        | マーク・アンソニー・ヘラルド             | フィリピン              |                                                                        |
| 12           | 2013年8月23日  | ☆    | 6R      | 判定(3-0) | 李範永                                   | 韓国                    |                                                                        |
| 13           | 2013年11月15日 | ★    | 9R 1:44 | TKO       | シーサケット・ソー・ルンヴィサイ         | タイ                    | WBC世界スーパーフライ級タイトルマッチ                                  |
| 14           | 2014年3月30日  | △    | 8R      | 判定(1-1) | 李明浩                                   | 日本 （大阪帝拳）       |                                                                        |
| 15           | 2014年8月3日   | ☆    | 8R      | 判定(3-0) | マーク・ジョン・ヤップ                   | フィリピン              |                                                                        |
| 16           | 2015年4月19日  | ☆    | 8R      | 判定(3-0) | 冨山浩之介                               | 日本 （ワタナベ）       |                                                                        |
| 17           | 2015年9月16日  | ★    | 6R 1:37 | TKO       | 大森将平                                 | 日本 （ウォズ）         | 日本バンタム級タイトルマッチ                                           |
| 18           | 2016年3月20日  | ☆    | 7R 1:00 | TKO       | 和氣年邦                                 | 日本 （M.T.）           |                                                                        |
| 19           | 2016年7月31日  | △    | 3R 1:12 | 負傷      | 川端遼太郎                               | 日本 （真正）           |                                                                        |
| 20           | 2016年11月23日 | ☆    | 2R 1:27 | TKO       | インタノン・シッチャムアン               | タイ                    | WBOアジア太平洋スーパーフライ級王座決定戦                              |
| 21           | 2017年3月11日  | ★    | 8R 0:32 | KO        | レックス・ツォ                           | 香港                    | WBOアジア太平洋・ABCO・WBOインターナショナルスーパーフライ級王座統一戦 |
| 22           | 2017年7月30日  | ☆    | 5R 2:06 | KO        | サトーペット・サイトーンジム             | タイ                    |                                                                        |
| 23           | 2017年12月3日  | ☆    | 1R 1:33 | TKO       | インタノン・シッチャムアン               | タイ                    | WBOアジア太平洋スーパーフライ級王座決定戦                              |
| 24           | 2018年4月1日   | ☆    | 2R 1:09 | KO        | カタウット・サイゲーオボクシングキャンプ | タイ                    |                                                                        |
| 25           | 2018年8月17日  | ★    | 7R 2:55 | TKO       | 八重樫東                                 | 日本 （大橋）           |                                                                        |
| テンプレート |                |      |         |           |                                          |                         |                                                                        |

## 人物
- 映画「ボックス!」で市原隼人演じる主人公の相手役を演じた。